# Marquesado de Laula
El marquesado de Laula  es un título nobiliario español creado el 25 de agosto de 1543 por el rey Carlos I,  a favor de Adán Centurión Ultramarino y Negri, junto con los marquesados de Monte de Vay y de Vivola. 

## Marqueses de Laula
|                                 | Titular                                        | Periodo               |
| Creación por Carlos I           | Creación por Carlos I                          | Creación por Carlos I |
| ------------------------------- | ---------------------------------------------- | --------------------- |
| I                               | Adán Centurión Ultramarino y Negri             | 1543-1568             |
| II                              | Juan Bautista Centurión Ultramarino y Negroni  | 1568-1625             |
| III                             | Adán Centurión de Córdoba                      | 1625-1658             |
| IV                              | Cecilio Francisco Centurión y Córdoba          | 1658-1688             |
| V                               | José Centurión y Messía                        | 1688-¿?               |
| VI                              | Luis Centurión de Córdoba                      | ¿?-1708               |
| VII                             | Manuel Centurión y Arias-Dávila Messía Pacheco | 1708-1734             |
| VIII                            | Juan Bautista Centurión y Velasco              | 1734-1785             |
| IX                              | María Luisa Centurión y Velasco                | 1785-1799             |
| Rehabilitación por Alfonso XIII |                                                |                       |
| X                               | Joaquín Ignacio de Arteaga y Echagüe           | 1913-1920             |
| XI                              | María Belén de Arteaga y Falguera              | 1920-1961             |
| XII                             | Íñigo Moreno de Arteaga                        | 1961-2010             |
| XIII                            | Íñigo de Arteaga y Martín                      | 2010-2011             |
| XIV                             | Carla María de Arteaga y del Alcázar           | 2011-actual titular   |

## Historia de los marqueses de Laula
- Adán Centurión Ultramarino y Negri (Génova, c. 1490-1568), I marqués de Laula, I marqués de Monte de Vay (originalmente «Monte de Bay»), I marqués de Vivola. Era hijo de Luciano Centurione Oltramarino y de Chiara di Negro.[1]

Casó, antes de 1515, con Oriettina Grimaldi, hija de Marco Grimaldi y de Ginebra di Nero. Sucedió su nieto, hijo de Marco Centurión Ultramarino y Grimaldi (m. 1565), I marqués de Estepa, por cesión de su padre a quien premurió,, y de su esposa Battina Negroni:
- Juan Bautista Centurión y Negroni (Génova, ¿?-mayo de 1625), II marqués de Laula,[3] II marqués de Estepa,[4][5] II marqués de Monte de Vay, II marqués de Vivola y señor de Marinaleda.[6]

Casó, el 20 de julio de 1585, con María de Córdoba y Lasso de Castilla (m. 1615), hija de Diego Fernández de Córdoba, IV señor de Armunia, caballero de la Orden de Calatrava  y caballerizo mayor del rey Felipe II, y de su esposa, Ana María Lasso de la Vega y Castilla. Le sucedió su hijo:
- Adán Centurión de Córdoba (Málaga, 12 de agosto de 1582-Estepa, 5 de abril de 1658),[5] III marqués de Laula,[7][8] II marqués de Armunia,[6] III marqués de Estepa,[4] III marqués de Monte Vay y III marqués de Vivola.[8] Otorgó poder para testar en 1647.[9] A los diez años pasó a la corte con su padre y fue menino del infante Felipe, futuro Felipe III, y de la infanta Isabel Clara Eugenia.[10]

Casó en primeras nupcias con Mariana de Guzmán, hija de Luis de Guzmán y Córdoba, I marqués de  Ardales, y de Inés Portocarrero, de quien no hubo descendencia. Casó en segundas el 25 de diciembre de 1626, en Granada, con su sobrina Leonor María Centurión, hija de su hermano Francisco Centurión y Fernández de Córdoba a quien cedió el título del marquesado de Armunia en 1625 cuando heredó de su padre el título de marqués de Estepa. Sucedió su hijo del segundo matrimonio:
- Cecilio Francisco Centurión y Córdoba (1636-5 de septiembre de 1688),[4] IV marqués de Laula,[7][12] IV marqués de Estepa,[4] IV marqués de Monte de Vay y IV marqués de Vivola.[12]

Casó, el 13 de febrero de 1669, con Luisa Messía Portocarrero de Toledo, VII marquesa de La Guardia y II marquesa de Santa Eufemia. Le sucedió su hermano:
- José Centurión y Messía, V marqués de Laula.[7]

Falleció siendo niño. Sucedió su tío paterno:
- Luis Centurión de Córdoba (m. 14 de agosto de 1708), VI marqués de Laula, V marqués de Estepa,[4] V marqués de Monte de Vay y V marqués de Vivola.

Casó, el 25 de mayo de 1693, con Isabel Teresa Arias Dávila Pacheco. Le sucedió su hijo:
- Manuel Centurión y Arias-Dávila Messía Pacheco (m. 1 de diciembre de 1734),[13] VII marqués de Laula, VI marqués de Estepa, grande de España,[4] VI marqués de Monte de Vay y VI marqués de Vivola.[6]

Casó, el 23 de abril de 1713, con María Leonor de Velasco y Fernández de Córdoba, hija de Pedro Nicolás López de Ayala y Velasco y de Francisca de Paula Fernández de Córdoba, condes de Fuensalida y de las Posadas. Le sucedió su hijo:
- Juan Bautista Centurión y Velasco (12 de noviembre de 1718-10 de diciembre de 1785), VIII marqués de Laula, IX conde de Barajas,[14] VII marqués de Estepa,[4] VII marqués de Monte de Vay, VII marqués de Vivola, XIII conde de Fuensalida[15]. De su primo Francisco Javier Arías-Dávila Centurión, que murió sin descendencia, en 1783, heredó sus títulos y fue X conde de Puñonrostro,[16] X conde de Elda[17] y IX conde de Anna,[18] cinco veces grande de España.

Casó en primeras nupcias con María Luisa Centurión Arias Dávila y en segundas, en 1773, con Mariana de Urries Pignatelli, hija del I marqués de Ayerbe.
Sin descendencia, le sucedió su hermana:
- María Luisa Centurión y Velasco (m. 22 de enero de 1799), IX marquesa de Laula, X condesa de Barajas,[14] VIII marquesa de Estepa[4] VIII marquesa de Monte de Vay, VIII marquesas de Vivola, XIV condesa de Fuensalida,[15] XI condesa de Puñonrostro,[16] IX condesa de Casa Palma, XI condesa de Elda,[17] X condesa de Anna, VIII marquesa de Bedmar (por sucesión a su marido), marquesa de Casasola y marquesa de Noguera.

Contrajo matrimonio, el 21 de febrero de 1750, con Felipe López Pacheco y Acuña, XII duque de Escalona y otros títulos. Sin descendientes.
Rehabilitación en 1913:
- Joaquín Ignacio de Arteaga y Echagüe Silva y Méndez de Vigo, (1870-1947), X marqués de Laula,[19] IX marqués de Monte de Vay,[19] XII marqués de Vivola,[19] XVII duque del Infantado, XII marqués de Ariza, XIV marqués de Estepa, VIII marqués de Valmediano, XIII marqués de Armunia, XV marqués de Cea, XI conde de la Monclova, XX conde de Saldaña, XVIII conde del Real de Manzanares, X conde de Santa Eufemia, XIII señor de la Casa de Lazcano,[20]  V conde de Corres, XVIII marqués de Santillana, XI marqués de la Eliseda (por rehabilitación a su favor en 1921) y XV conde del Cid.

Casó con Isabel Falguera y Moreno, III condesa de Santiago. Le sucedió, por cesión en 1920, su hija:
- María Belén de Arteaga y Falguera, XII marquesa de Laula,[21] xviii}} marquesa de Távara.[22] Soltera. Sin descendientes. En 1961 cedió el marquesado de Laula a su sobrino y prohijado, hijo de su hermana Teresa de Jesús de Arteaga y Falguera, XII marquesa de la Eliseda que había casado con Francisco de Asís Moreno y de Herrera:

- Íñigo Moreno y Arteaga (n. en 1934), XII marqués de Laula[23][24] y I marqués de Laserna.[23]

Casó con la princesa Teresa María de Borbón-Dos Sicilias y Borbón-Parma, duquesa de Salerno (título italiano). El título retornó al hijo de su tío carnal Íñigo de Arteaga y Falguera, xix}} duque del Infantado que había casado en primeras nupcias con Ana Rosa Martín y Santiago-Concha, por tanto su primo carnal:
- Íñigo de Arteaga y Martín, XIII marqués de Laula,[25] XIX duque del Infantado, XV marqués de Armunia, XX marqués de Santillana, XIV marqués de Ariza, XXII conde de Saldaña, XX conde del Real de Manzanares, XIII conde de la Monclova, VII conde de Corres, XVII marqués de Cea y X marqués de Valmediano.

Casó con Almudena del Alcázar y Armada, hija de Juan Bautista del Alcázar y de la Victoria, vii conde de los Acevedos, y de Rafaela Armada y Ulloa, hija del VII conde de Revillagigedo.
Casó con Carmen Castelo Bereguiaín. Le sucedió, por distribución en 2011, su hija:
- Carla María Arteaga y del Alcázar (n. en 1978), XIV marquesa de Laula.[26]